# Histoire de Gaza antique
Pour les articles homonymes, voir Gaza (homonymie).

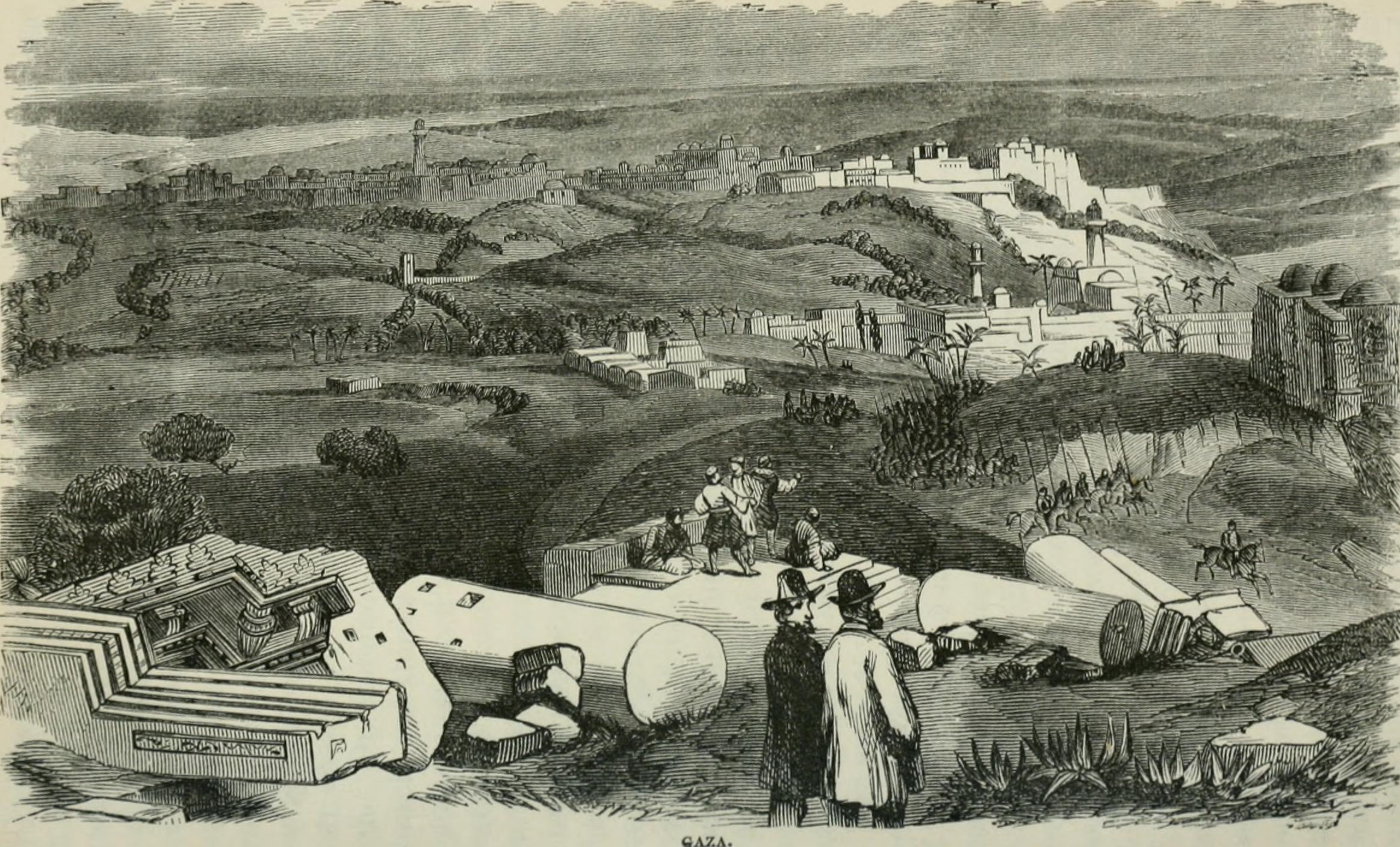
Ruines antiques à Gaza, représentées en 1874.

La situation géographique de Gaza, entre Égypte et Asie, en fait dans l'Antiquité un pôle stratégique majeur et un carrefour économique. Fondée sur une colline près de la mer Méditerranée, probablement entre 1500 et 1400 av. J.-C., la ville fut à maintes reprises convoitée, assiégée, gouvernée, détruite et repeuplée par diverses dynasties, empires et peuples.

## La domination égyptienne
La ville de Gaza a vraisemblablement été fondée entre 1500 et 1400 av. J.-C.. Il est en effet impossible de fouiller le site de l'ancienne Gaza (Tell Haruba) qui se situe en dessous de la ville moderne actuelle. Mais des sondages effectués en 1992 ont révélé que le site était habité aux alentours de 1500 av. J.-C.. La première référence historique à la ville de Gaza remonte au règne de Thoutmôsis III : Gaza est alors le point de départ des expéditions du Pharaon pour s'assurer le contrôle de la Canaan. La ville est également citée, sous le nom d’Hazattu dans les lettres d'Amarna.
Son intérêt principal réside dans sa position stratégique sur la route côtière reliant l'Égypte et le pays de Canaan. C'est un important centre commercial qui fournit à l'Égypte de l'huile et du vin, et un poste stratégique primordial. C'est à Gaza que réside le fonctionnaire égyptien chargé par le roi de surveiller le pays de Canaan[réf. nécessaire].

## Âge du fer

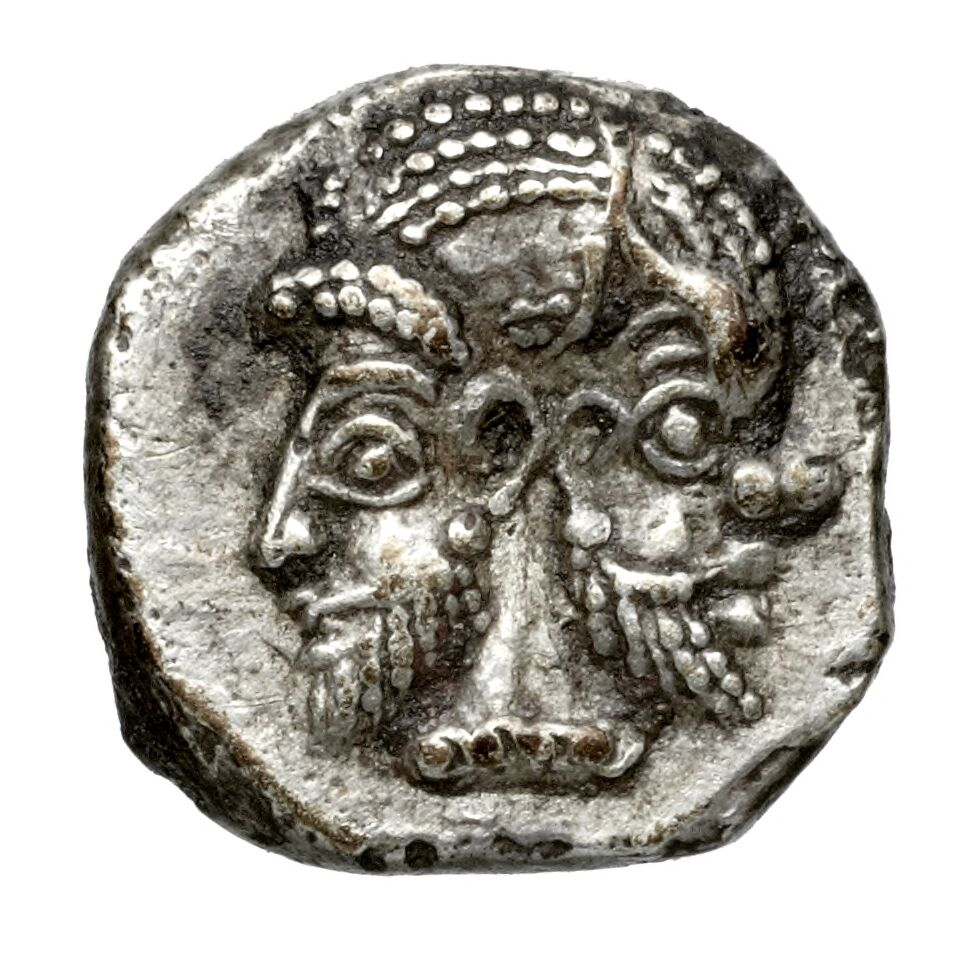
Monnaie ou obole philistins en argent de Gaza.

Vers 1190 av. J.-C., après avoir attaqué l'Égypte, les Philistins, un des « peuples de la mer »originaires de Crète, s'installent sur la côte sud du pays de Canaan (de Gaza à Jaffa). La ville philistine de Gaza a été construite sur une colline environ 45 mètres au-dessus du niveau de la mer, à environ 2,4 kilomètres de la mer Méditerranée.
D'après la Bible, les Philistins fondent cinq principautés, chacune dirigée par un souverain : Gaza, Éqron, Ashdod, Ashkelon et Gath. Selon la perspective biblique, la ville appartient au territoire qui doit revenir à la tribu de Juda mais celle-ci ne peut s'en emparer. C'est à Gaza que l'Israélite Samson meurt en faisant s'effondrer le temple du dieu Dagon.
En 734 av. J.-C., le souverain assyrien Tiglath-Phalazar III lance une expédition militaire sur les cités philistines afin d'empêcher l'Égypte d'intervenir aux côtés de la coalition anti-assyrienne montée par le roi de Syrie. La ville de Gaza est prise tandis que son roi Hanunu fuit en Égypte. Hanunu finit par se soumettre et devient vassal de l'Assyrie. Son obéissance doit être toute relative car en 720 av. J.-C., le roi Sargon II d'Assyrie le capture suite au siège de gaza et l'emmène captif à Assur après avoir battu une armée égyptienne venue à son aide. En 701 av. J.-C., le roi Çilli-Bel de Gaza doit payer un tribut important, afin de faire oublier son appartenance (sous la contrainte de la part du roi de Juda, Ézéchias) à une nouvelle coalition contre l'Assyrie. Mais après un voyage en Assyrie, il reçoit en dédommagement des territoires pris au royaume de Juda et se révèle par la suite un fidèle allié des Assyriens. Cette situation illustre à la fois la complexité de la situation géopolitique de Gaza, prise en tenaille entre l'Égypte, Juda et l'Assyrie, ainsi que le faible poids militaire de ce royaume.

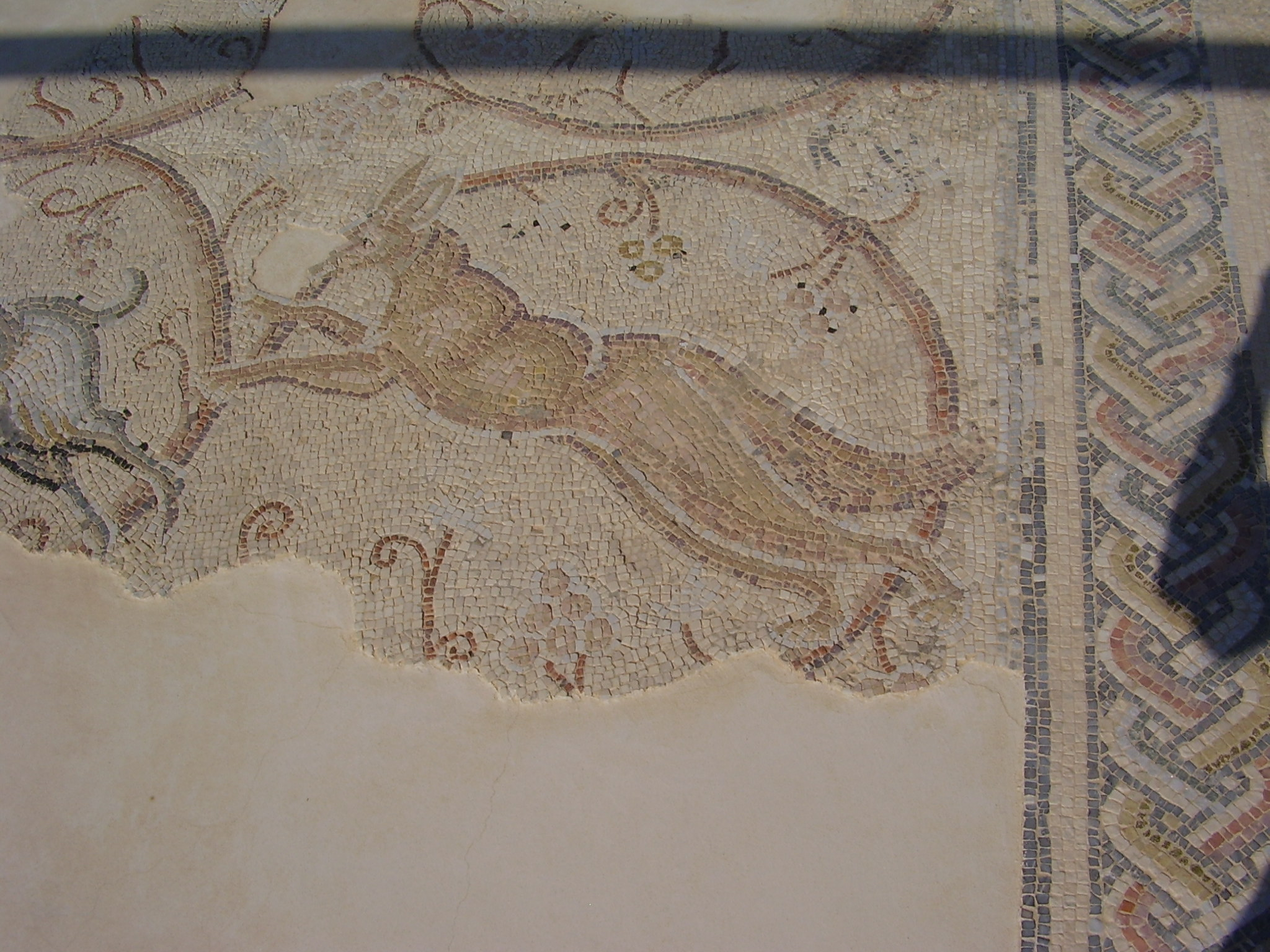
Mosaïque de l'ancienne synagogue de Gaza, du VIe siècle av. J.-C., probablement détruite au XIIe siècle.

En 604 av. J.-C., Gaza est à nouveau prise par les Babyloniens de Nabuchodonosor II (605-562) puis reprise par le pharaon Nékao II en 601 av. J.-C. après sa victoire de Magdolos. Mais lors d'une nouvelle expédition, en 598 av. J.-C., Nabuchodonosor II reprend le contrôle de la côte philistine, dont Gaza. Le dernier roi de la ville est exilé et Gaza devient une ville de garnison pour les Babyloniens.
Après la prise de Babylone par Cyrus II, les pays sous domination babylonienne passent sous suzeraineté perse. C'est le cas de Gaza dont Cambyse II, vers -525, fait la tête de pont de toutes ses campagnes vers l'Égypte.

## Le siège d'Alexandre le Grand

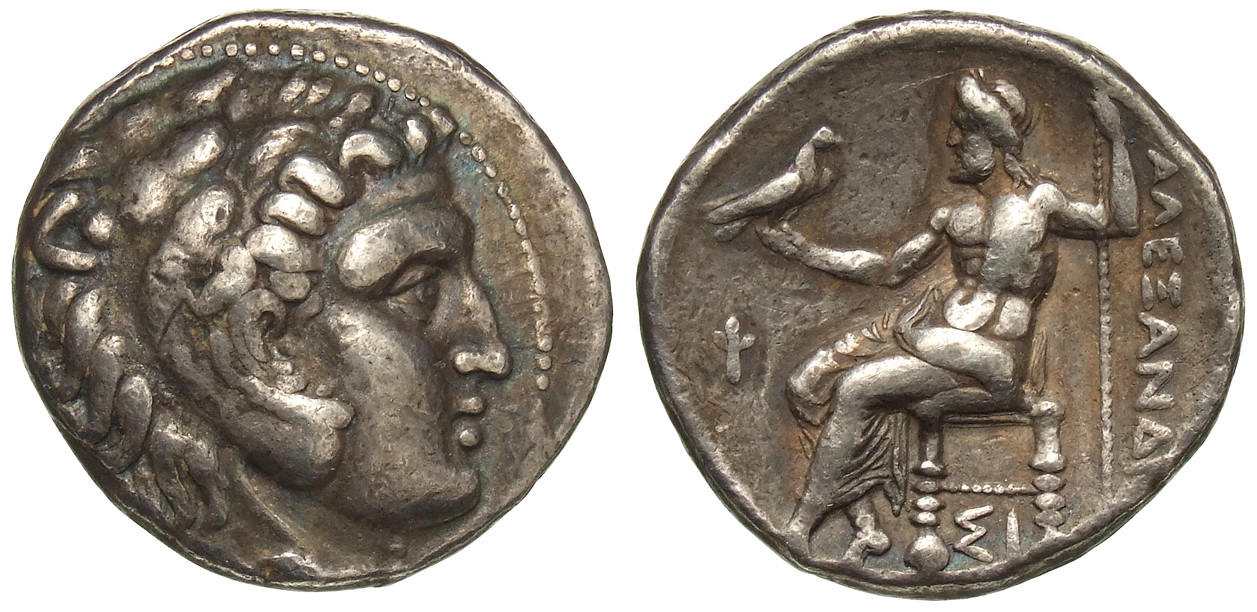
Tétradrachme représentant Zeus assis sur un tabouret et tenant un sceptre, frappé sous Alexandre à Sidon et daté de la bataille de Gaza.

Sous l'empire des Achéménides, la ville retrouve une grande prospérité car elle se trouve aux débouchés des routes commerciales venant d'Arabie (commerce de l'encens) et à l'intersection du commerce entre l'Asie et l'Égypte. Ainsi, Hérodote en parle comme d'une ville de taille équivalente à celle de Sardes, la capitale de l'Anatolie perse.
D'octobre à décembre 332 av. J.-C., Alexandre le Grand, alors en route vers l'Égypte, rencontre à Gaza une forte résistance conduite par l’eunuque Bétis. Lorsqu'il prend la ville, à l'issue d'un siège de deux mois au cours duquel il a été blessé à deux reprises, il fait massacrer la garnison et vendre la population comme esclaves. Le conquérant retire aussi de sa victoire un énorme butin, surtout constitué d'aromates.

## La période hellénistique

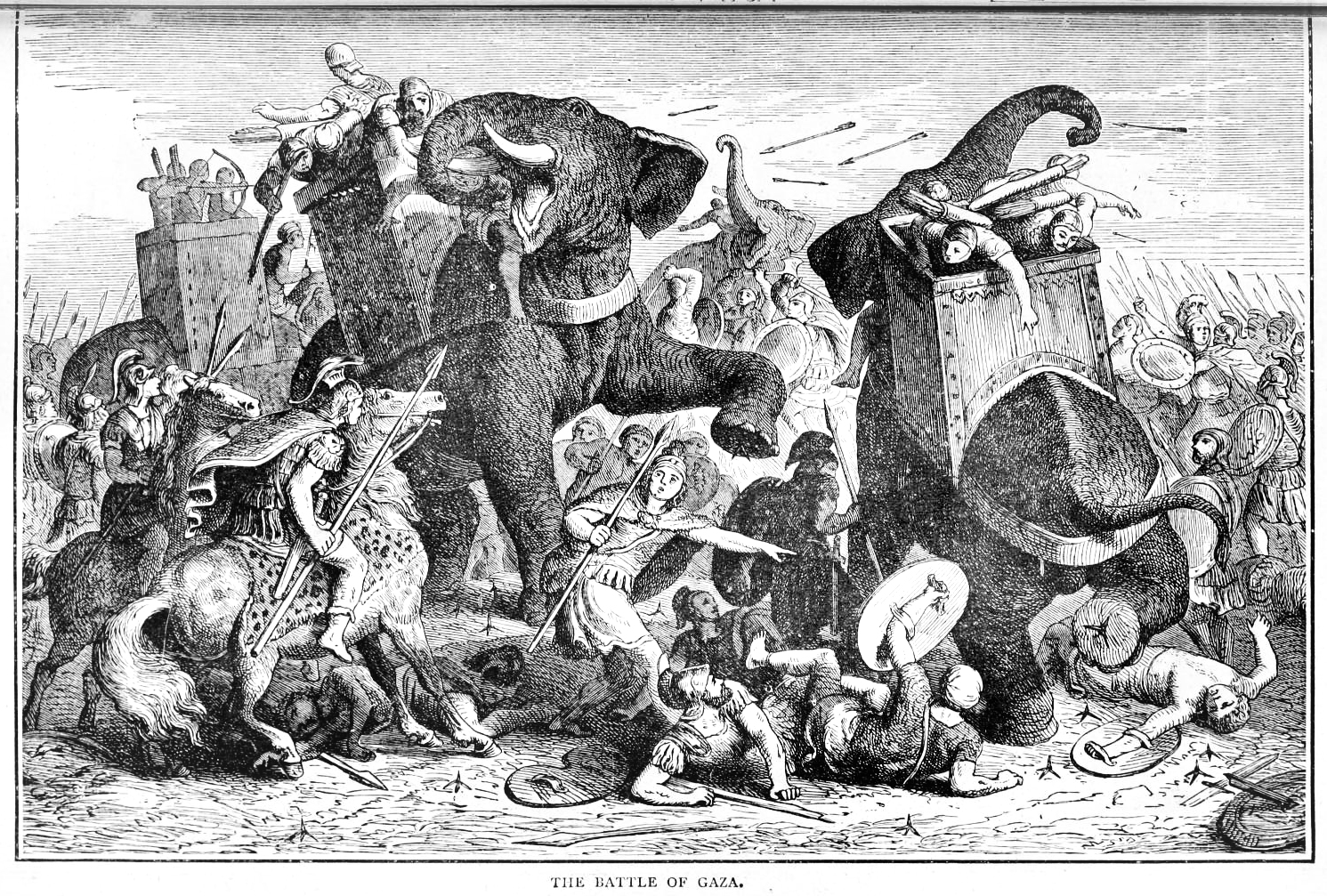
La bataille de Gaza en 312 avant J.C., gravure de 1881

La ville est repeuplée en partie avec des périèques. C'est devant Gaza en 312 av. J.-C. que Démétrios Ier Poliorcète est vaincu lors de la bataille de Gaza par les troupes de Ptolémée contraignant son père à remettre son invasion de la Grèce. La ville appartient au royaume lagide jusqu'en 198 av. J.-C. et renoue avec la prospérité (exportations d'esclaves, de textiles et surtout d'encens).
Gaza est ensuite annexée par le roi séleucide Antiochos III en 198 av. J.-C. mais la décomposition rapide du royaume séleucide constitue une opportunité pour la cité qui parvient rapidement à l'indépendance et possède au IIe siècle av. J.-C. un statut de cité-état alliée au royaume d'Égypte. Les relations restent tendues avec les Juifs et en 160 av. J.-C., Jonathan Maccabée, l'un des Hasmonéens devenu chef de son peuple et grand-prêtre, fait en vain le siège de Gaza. La ville échappe à l'invasion mais doit livrer des otages qui sont envoyés à Jérusalem.
La cité est devenue une de ces nombreuses cités de l'Orient méditerranéen profondément hellénisées. L'historien juif Flavius Josèphe indique que la cité est dirigée par une boulè, un conseil de 500 membres, et dispose de sa propre armée dirigée par un stratège. La ville a un temple d'Apollon et les monnaies représentent Zeus et la Tyché. Au cours de cette période, le port du nord-ouest de la ville, dont la population grecque n'a pas la même origine que celle de Gaza, se transforme lui aussi en cité indépendante sous le nom d'une cité de Béotie, Anthédon. L'indépendance est de brève durée. En 97 av. J.-C., le roi de Judée Alexandre Jannée, en conflit avec l'Égypte, s'empare et détruit la cité tandis que son territoire est incorporé au royaume hasmonéen. La route de l'encens passe désormais plus au sud vers Rhinocoloura (El-Arish) puis, avec le développement du commerce en mer Rouge, gagne directement l'Égypte.

## La période romaine

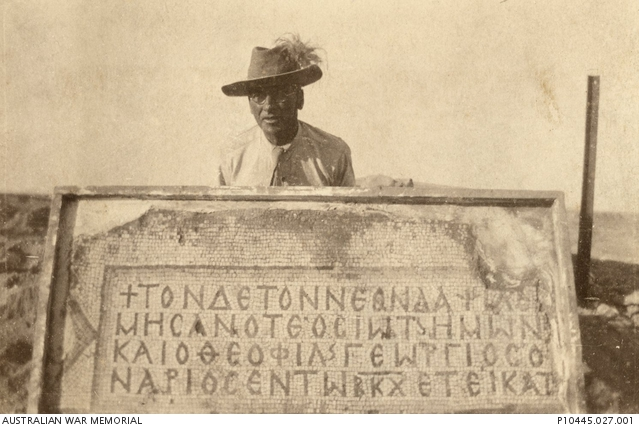
William Maitland Woods derrière l'inscription de la mosaïque Shellac à Gaza, avril 1917

L'intervention romaine du consul Pompée, qui met fin au royaume séleucide et prend Jérusalem en 63 av. J.-C., libère Gaza (en grande partie en ruines) et les autres cités syriennes et grecques annexées au royaume hasmonéen. Cependant, elles ne retrouvent pas une totale liberté mais restent dans l'orbite de Rome. Gaza est ainsi progressivement reconstruite mais les Romains en disposent au gré de leurs intérêts politiques. Elle est ainsi incorporée brièvement à la province de Syrie, puis au royaume d'Hérode Ier le Grand, à celui de Cléopâtre VII avant de retourner à la province de Syrie après la défaite de la reine lagide et de Marc Antoine.
C’est de cette époque que date le point de départ de l’« ère de Gaza », qui servait à la datation des actes : le jour de départ de cette ère semble être le 28 octobre 61 av. J.-C. Le calendrier, copié sur le calendrier égyptien, fonctionnait avec des jours épagomènes fin août,.
Il semble que la prospérité revienne au premier siècle de l'ère chrétienne et Gaza redevient le terminus des caravanes d'encens des Nabatéens. Mais au début de la première révolte juive, vers 66, la ville est de nouveau pillée par les Juifs révoltés contre la domination romaine de la Judée.

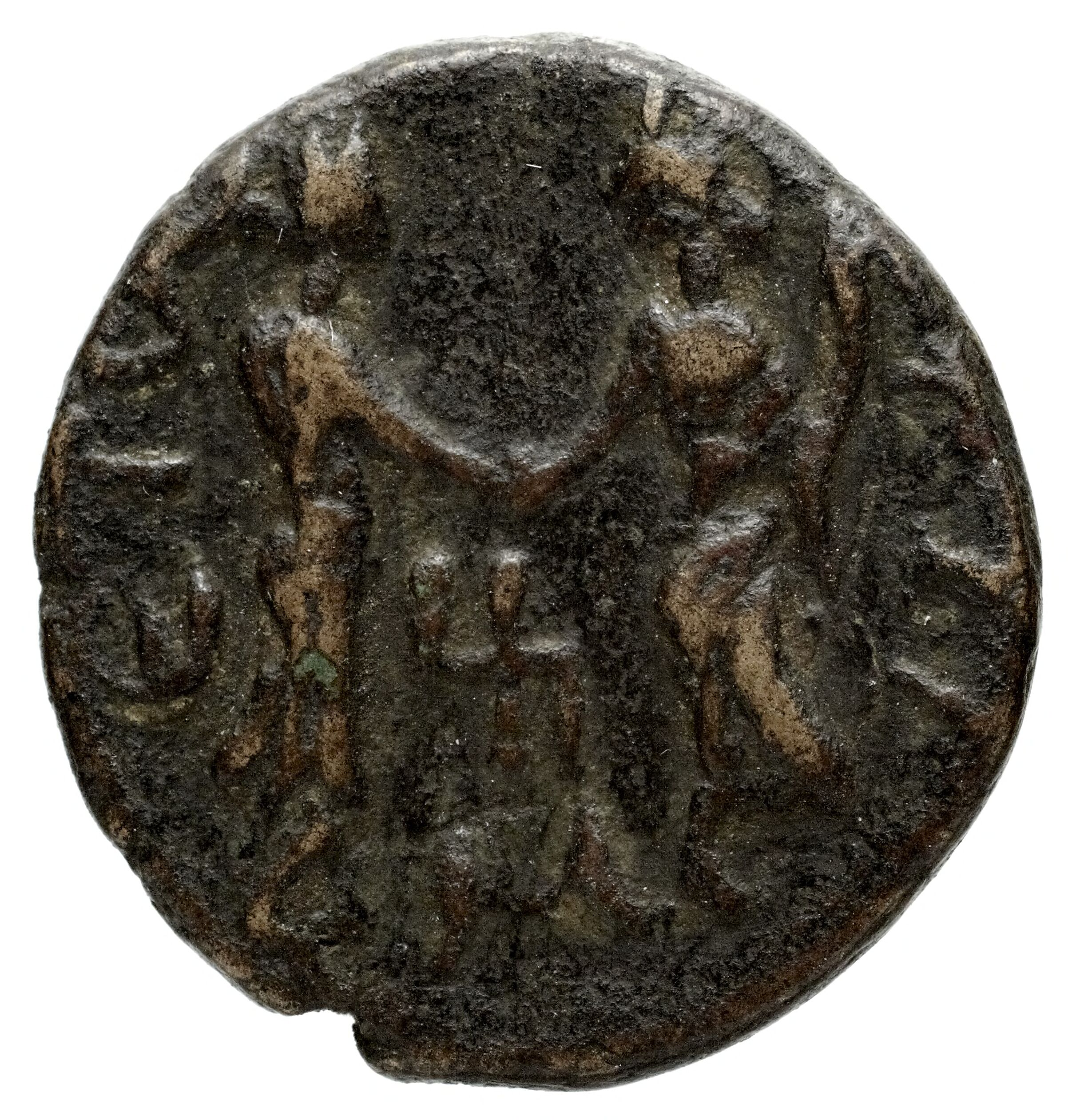
Monnaie en bronze de Gaza en Judée, frappée sous l'empereur romain Commode (180-192).

C'est sous le règne d'Hadrien que la cité entre dans une nouvelle époque de développement. En 127, la ville est visitée par l'empereur et adopte les Panégyries Hadriennes (compétitions musicales et sportives). L'hostilité de la ville aux Juifs, et son soutien à la répression romaine de la révolte de Bar Kokhba menée par Shimon bar Kokhba, font accorder à la cité le privilège d'organiser la vente comme esclaves d'une partie des Juifs prisonniers. Bien qu'il soit difficile d'en dresser le plan avec précision, la ville n'ayant pas été fouillée, il semble qu'elle ne se distingue guère des autres cités de l'Orient romain. La ville est entourée d'un rempart et se structure autour de deux axes perpendiculaires, le cardo et le decumanus. Elle possède un hippodrome (en dehors de l'enceinte bien évidemment) et un théâtre, sans doute du IIe siècle, mais rien ne permet de localiser leurs emplacements de nos jours. Le chrétien Marc le Diacre recense, au début du Ve siècle, huit temples dédiés à Hécate, à Coré, à la Tyché, à Marnas (le plus important car divinité philistine assimilée à Zeus), au Soleil, à Apollon, aux Héros et à Aphrodite.
Au IIe siècle, Gaza est une cité florissante avec, outre son commerce traditionnel d'encens, le développement de la viticulture. Le vin de Gaza et d'Ashkelon devient un produit de luxe, réputé pour ses vertus médicinales et recherché dans l'empire romain. Si le port d'Anthédon, détruit avec Gaza en 66, ne retrouve pas son lustre d'antan, un nouveau port Maiouma (en) est construit à environ 4 kilomètres au sud de la ville et sert aux exportations de vin et sans doute d'autres produits. On retrouve les amphores gaziotes, à fond rond, dans tout le monde méditerranéen, surtout pour la période dite de l'Antiquité tardive. À Alexandrie, la proportion d'amphores de Gaza passe de 15 % au début de l'empire à 45 % vers le IVe siècle. De nombreux Égyptiens s'installent à Gaza, particulièrement des chrétiens, pour le commerce du vin.
Comme d'autres cités d’Orient, Gaza devient une ville sainte avec le sanctuaire du dieu Marnas, dernier dieu païen à recevoir le culte d'une cité entière. « Au IIIe siècle, une inscription de Portus Augusti, près d’Ostie, donne sa titulature officielle : « la cité des Gazéens, sainte, inviolable (asylos), autonome, fidèle et pieuse, illustre et grande » ».

## Gaza chrétienne et byzantine

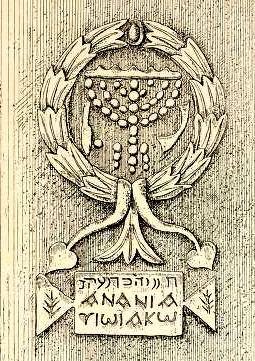
Bas-relief réutilisé (aujourd'hui détruit), trouvé en 1870 sur la Grande mosquée anciennement église des Croisés de Gaza, représentant une menorah et indiquant en hébreu et grec : « A Hanania fils de Jacob ».

Sous le règne de Constantin Ier, une scission intervient entre Maïouma et Gaza. À Maïouma, les chrétiens sont majoritaires alors que le culte de Marnas reste fortement ancré à Gaza. Les négociants de Maïouma obtiennent de l'empereur l'autorisation de se constituer en cité indépendante, qui prend le nom de Constantia. Les deux villes semblent vivre en bonne intelligence au IVe siècle, ne serait-ce que pour des raisons économiques, mais la rivalité s'exacerbe dans les compétitions sportives de l'hippodrome, où chaque course prend le sens d'une compétition entre le Christ et Marnas. L'empereur Julien (361-363) réunit à nouveau les deux cités  mais la persistance du culte de Marnas reste forte chez les Gaziotes, malgré les édits de l'empereur Théodose Ier interdisant le culte païen : en 395, la communauté chrétienne ne réunit que 280 personnes dont les enfants. Le culte de Marnas existe encore au début du Ve siècle et il faut une décision personnelle de l'empereur Arcadius convaincu par l'évêque Porphyre de Gaza et l'intervention de troupes (en 402) pour y mettre fin et détruire le temple de Zeus-Marnas (Marneion). Cet événement a un retentissement considérable dans l'empire et est mis par saint Jérôme sur le même plan que la destruction du temple de Sérapis à Alexandrie.

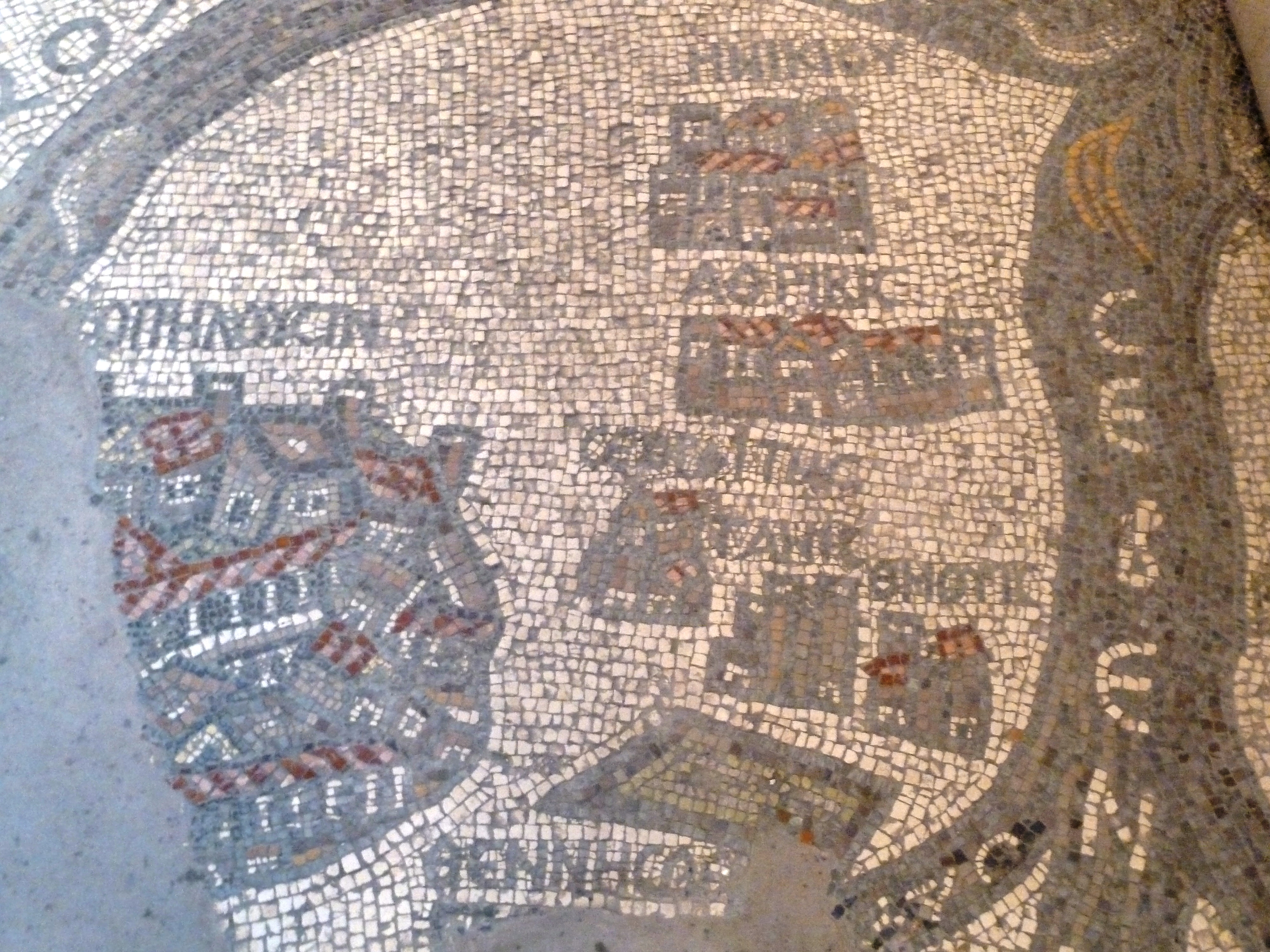
Mosaïque byzantine de l'église saint-Georges de Madaba

À défaut de sources archéologiques nombreuses, il existe une abondante production littéraire sur Gaza entre le Ve et le VIIe siècle du fait de son importante école de rhétorique, l'école de Gaza. L'histoire du monachisme dans la région de Gaza est aussi relativement bien documentée, du IVe au VIIe siècle. De plus, la carte de Madaba, une mosaïque du VIe siècle représentant la Palestine mise au jour en Jordanie, nous renseigne sur l'évolution du paysage urbain de cette période. Nous savons que le noyau urbain originel, situé sur une hauteur, est entouré d'une muraille, laquelle est restaurée en 530. La ville est traversée de rues à colonnades. La plupart des maisons sont en briques crues et comportent des toits en terrasse. L'agora, comme à Antioche, est ornée d'une « horloge » monumentale et bordée d'édifices publics. Outre le théâtre, la ville comporte aussi des thermes.

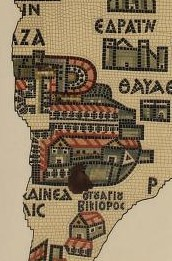
Mosaïque de Madeba (Vè-VIè s.), représentant Gaza avec ses deux églises byzantines.

À partir des Ve et VIe siècles, les premières églises sont construites. En 536, sous le règne de l'empereur Justinien Ier, l'église Saint-Serge est inaugurée en présence de Stéphanos, citoyen de la ville et gouverneur de la province qui a financé en partie les travaux. Elle est d'une taille visiblement importante, sans que l'on ait de plus amples précisions, car elle signale de loin la présence de la ville aux voyageurs.
Si la christianisation du Ve siècle s'accomplit, l'influence de l'hellénisme reste encore forte. Ainsi l'horloge de l'agora, décrite par Procope de Césarée, représente les douze travaux d'Hercule. De nombreuses pièces de théâtre ouvertes à tous, y compris les femmes et enfants (sauf aux étudiants de l'école de rhétorique qui ne peuvent s'y rendre que sur leurs jours de congés), conservent une intrigue inspirée de la mythologie selon les canevas du théâtre grec classique. Certaines fêtes profanes, héritages du paganisme, viennent compléter les fêtes de la liturgie chrétienne. Ainsi en est-il de la fête des Brusmalia (en hiver). La vie culturelle semble intense. La figure emblématique est celle de l'évêque Marcien, fils de bonne famille de Gaza, dont le frère est évêque de la ville voisine d'Éleuthéropolis, et qui reçoit une double formation, chrétienne et classique. Il ne semble pas aux yeux de ce grand bâtisseur qu'il y ait contradiction entre le christianisme et la rhétorique pourtant héritière des traditions culturelles du paganisme.[réf. nécessaire]

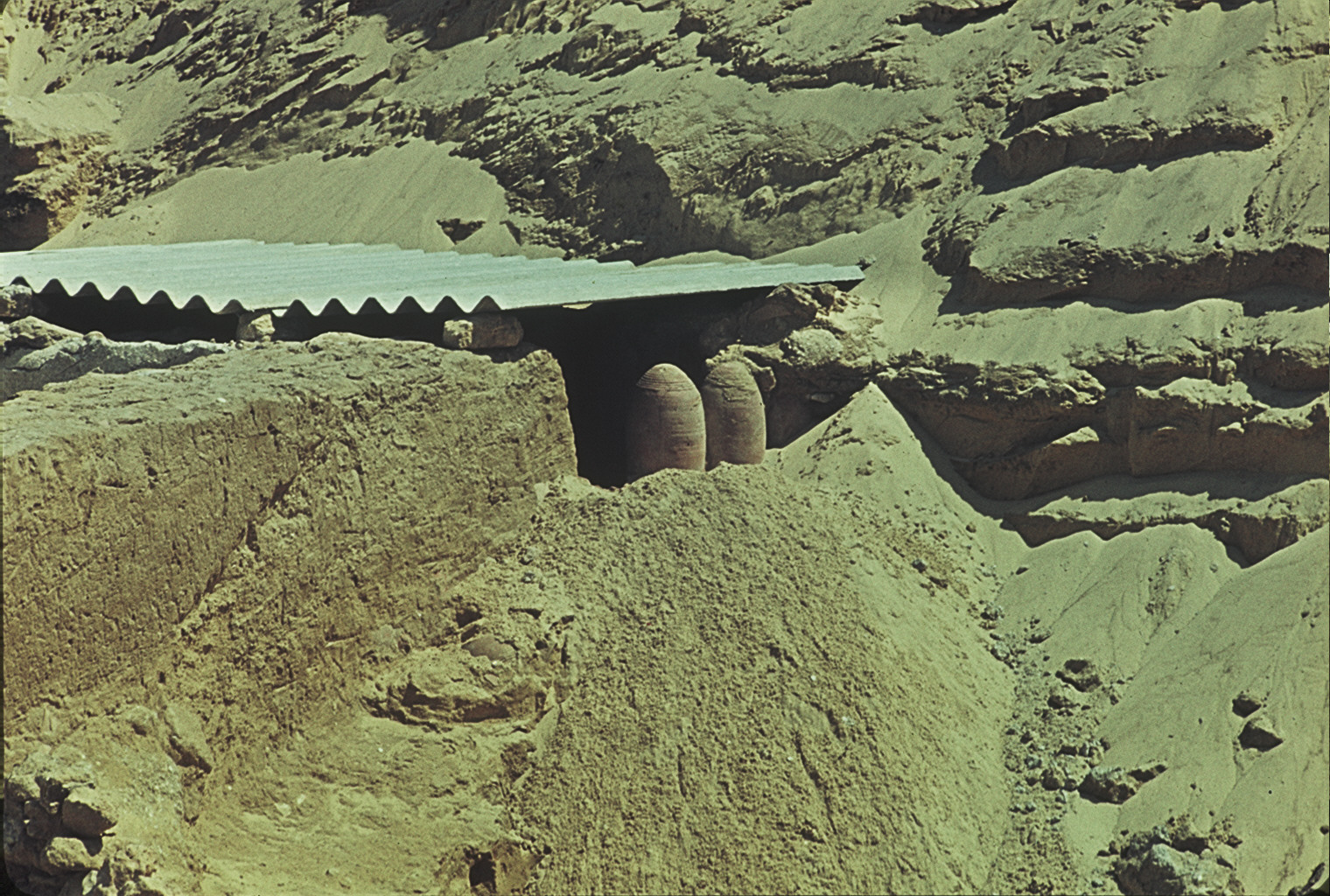
Urnes retrouvées lors des fouilles archéologiques de la synagogue antique de Gaza (1969).

La synagogue de Gaza est un édifice juif situé dans le centre de la ville antique de Gaza, aujourd'hui le quartier de Rimal, où vivait la communauté juive de Gaza, du deuxième siècle avant notre ère jusqu'après la guerre israélo-arabe de 1948-1949. Sur une mosaïque, une inscription de dédicace, en grec, la date de 508/509. Elle est probablement détruite au début du XIIe siècle et découverte par des archéologues égyptiens en 1965,.
Gaza demeure la porte traditionnelle des routes caravanières venant d'Arabie et des ports de la mer Rouge. L'épisode, relaté par Timothée de Gaza, des deux girafes envoyées par le roi d'Axoum à l'empereur Anastase Ier en 496 et qui transitent par Aila (Eilat) puis Gaza, illustre bien ce rôle. Mais au début du VIIe siècle, les difficultés s'amoncellent. La ville est prise et occupée par les Perses entre 618 et 629. Reprise par les troupes d'Héraclius Ier,[réf. nécessaire] elle se livre par traité aux musulmans en juin ou juillet 637. Les 60 soldats de la garnison et leur officier refusent de se convertir à l’islam et sont exécutés après un an et demi de captivité à Jérusalem. Elle quitte donc progressivement l'influence grecque et chrétienne pour tomber dans l'orbite du monde arabo-musulman. Cette transition, si elle est rapide sur le plan politique, est plus lente dans le domaine administratif. Ainsi l'arabe ne supplante-t-il le grec qu'au bout de nombreuses années et une communauté chrétienne, dirigée par un évêque, est encore attestée vers 732,,.